# 푸옌향

푸옌 향의 위치

푸옌향(한국어: 포염향, 중국어: 埔鹽鄉, 병음: Pǔyán Xiāng)은 중화민국 장화 현의 향이다. 넓이는 38.6081km2이고, 인구는 2015년 8월 기준으로 32,986명이다.

## 교통
- 국도 1호선